# Григорян, Сасун Седракович
Сасун Седракович Григорян (арм. Սասուն Սեդրակի Գրիգորյան) (18 марта 1942, Ленинакан — 13 марта 1993, Ереван) ― советский  армянский архитектор в стиле неоклассицизма, известен своими работами в городах Ленинакан и Ереван.

## Биография
Родился 18 марта 1942 года в городе Ленинакан, Армянская ССР в семье руководителя Седрака Григоряна и Рипсиме Татевян, единственной сестры известных братьев Татевян. В 1965 году окончил Национальный политехнический университет Армении. Сразу после его окончания Сасун Григорян был назначен старшим архитектором Ереванского проектного института. Именно здесь он стал соавтором части Кругового парка в столице: от улицы Терьяна до улицы Абовяна, построенной в 1960-1985 годах. В его произведениях отражены чувственные и популярные в те годы художественные тенденции.
Также он сыграл большую роль в разработке проектов реставрации исторических памятников в городе Ленинакане (ныне Гюмри), работая в 1979―1993 годах  в качестве специального художественного руководителя по реконструкции и реставрации. Благодаря усилиям Сасуна Григоряна в 1980 году был спроектирован и реализован Государственный историко-архитектурный музей-заповедник Кумаири, включающий в себя музей национальной архитектуры Дзитохцяна, в котором хранятся жилые коллекции, связанные с историей, бытом Гюмри, картинами и другими произведениями искусства. Именно за этот проект вместе с двумя другими соавторами он получил самую престижную Государственную премию Советского Союза в 1985 году.
Сасун Григорян также отреставрировал дом знаменитого армянского архитектора Сергея Меркурова, превратив его в его музей, а также дом-музей выдающихся художников Мариам и Эрануи Асламазян, причем эти дома вошли в историческое наследие Гюмри. Среди его работ над более чем 50 отреставрированными зданиями, наиболее заметными в этом городе являются проекты реставрации Детского творческого центра, Театра кукол, Цахикянского пивзавода.
Сасун Григорян скончался в Ереване 13 марта 1993 года.
В 2014 году на улице Рыжкова в Гюмри была открыта мемориальная доска в память об архитекторе Сасуне Григоряне.

## Работы архитектора С. Григоряна
- Часть района Малатия-Себастия, Ереван
- Проектирование микрорайонов B1 и B2 в Юго-Западном микрорайоне Малатия-Себастия, Ереван
- Девятиэтажное здание с двухуровневыми квартирами, Ереван
- Жилой дом Госбанка на улице Тиграняна, Ереван
- Жилой дом в тупике на улице Папазяна, Ереван
- Жилой дом Союза слепых в Норкском районе Еревана.
- Дворец бракосочетания, Ереван
- Часть Кругового парка между улицами Терьяна и Абовяна, Ереван
- Работы по расширению Русского театра имени Станиславского в Ереване
- Государственный историко-архитектурный музей-заповедник Кумаири 1980, Гюмри , Армения
- Реставрация церкви Святого Аствацацин VII века и часовни Святого Евангелия в Маисяне, Армения
- Проекты реставрации Спасской церкви, Гюмри и собора Пресвятой Богородицы, Гюмри

## Награды
- Лауреат Государственной премии Армении (заповедная зона «Кумайри» в Ленинакане, 1985)

## Галерея

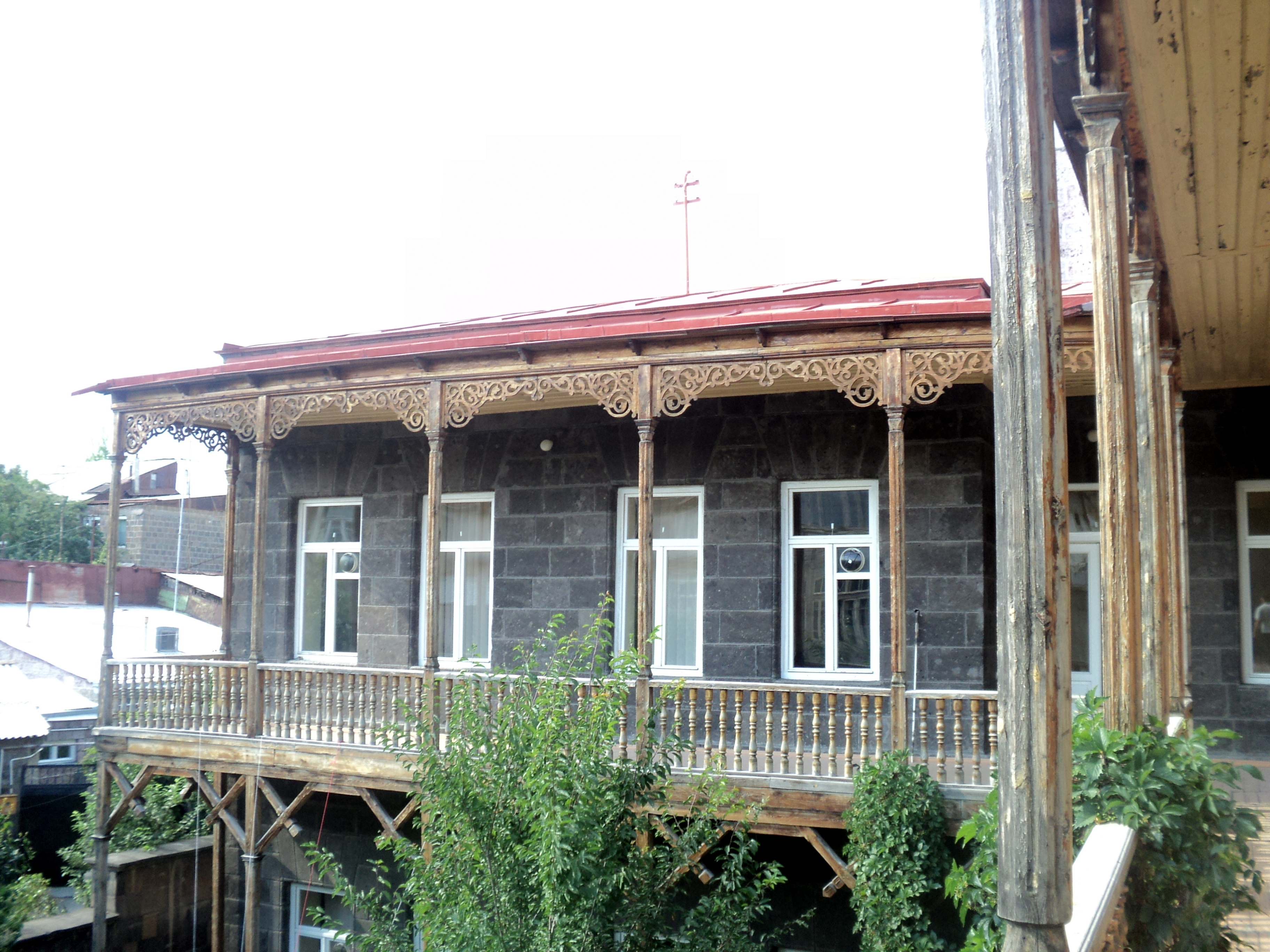
Дом-музей Мариам Асламазян и Ерануи Асламазян.
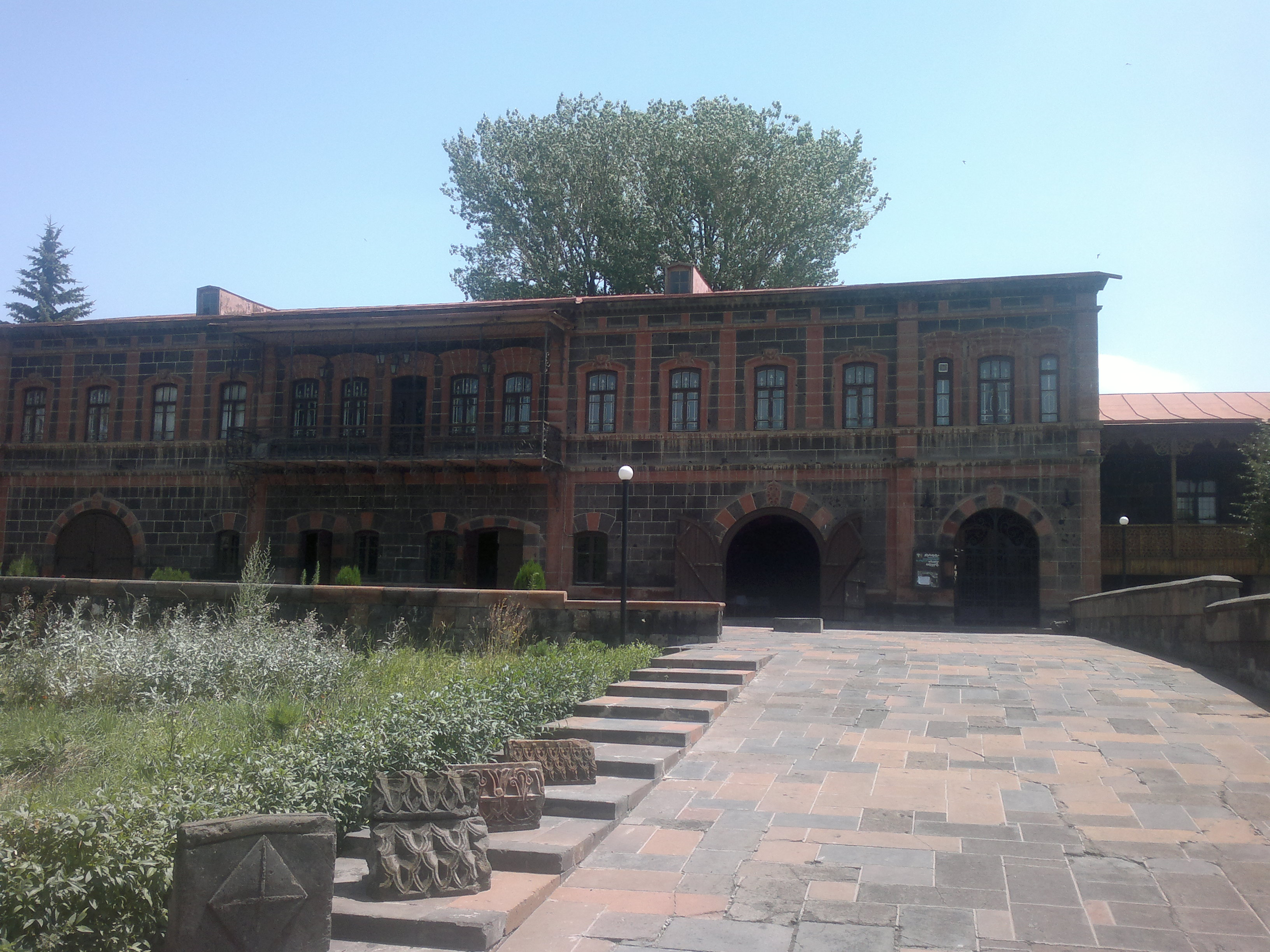
Дом семьи Дзитохцян
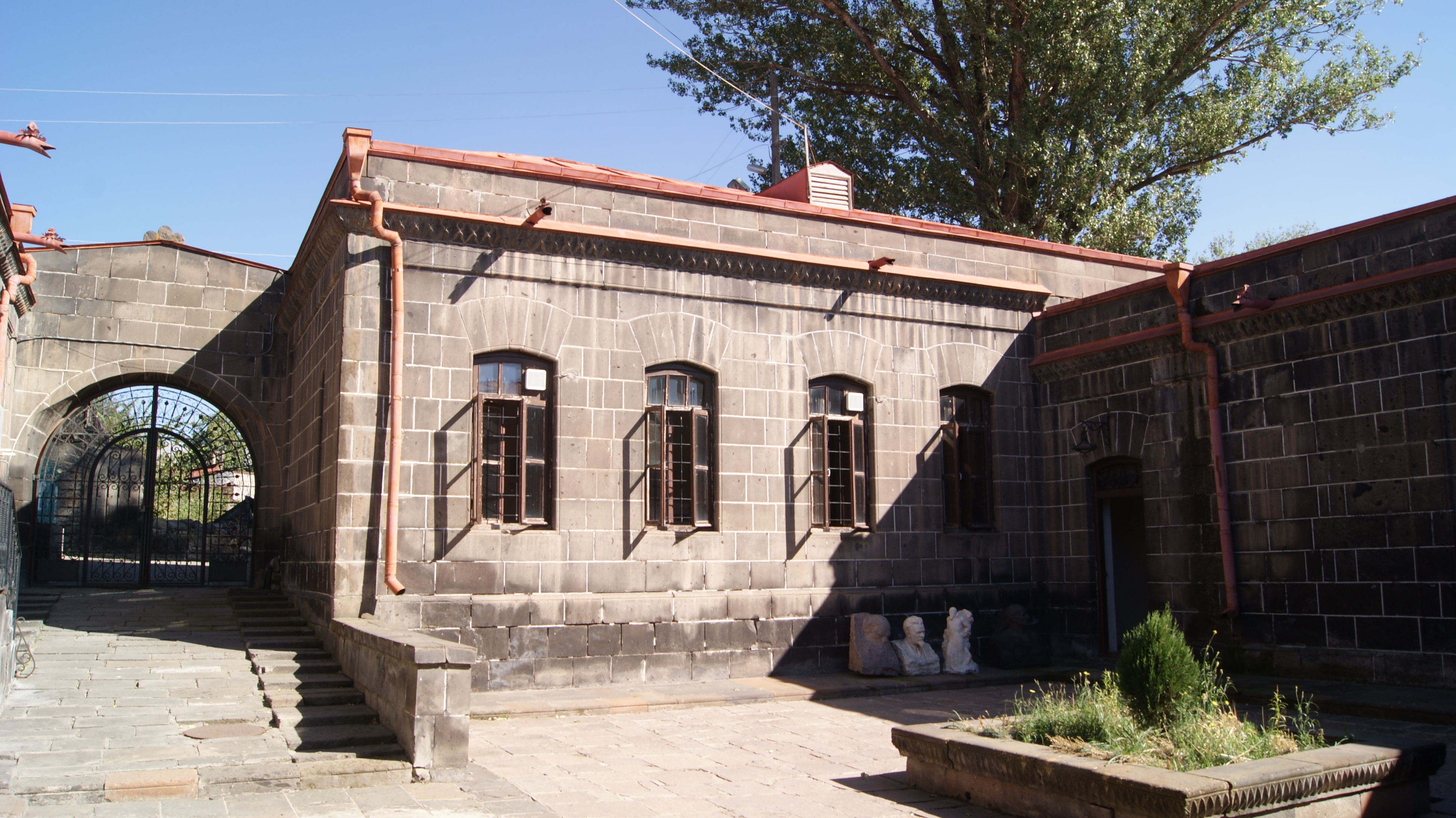
Дом-музей Сергея Меркурова
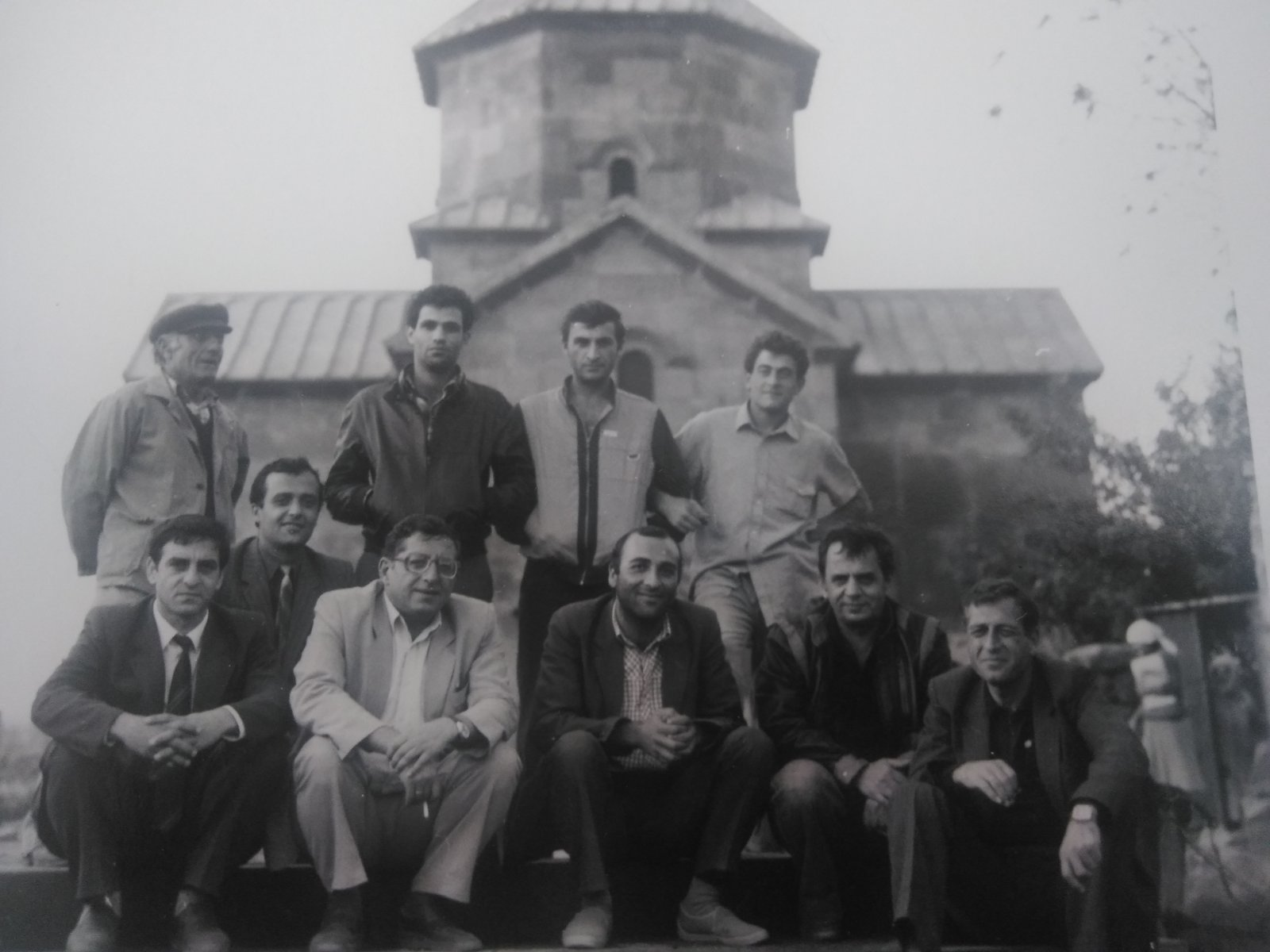
После реставрации церкви Сурб Аствацацин в Маисяне, Армения